# Sylwina Dębicka
Sylwina Dębicka – polska „Sprawiedliwa wśród Narodów Świata”.

## Życiorys
W trakcie II wojny światowej została wraz z mężem, Kazimierzem, wysiedlona przez Niemców z ziem wcielonych do Rzeszy do Otwocka. Latem 1943 roku oficjalnie uznana przez Niemców „Rada Główna Opiekuńcza” skierowała do domu Dębickich 20-letnią kobietę z „aryjskimi” dokumentami na nazwisko Krystyna Drapała. „Krystyna”, legalnie wpisana do rejestru ludności, była zatrudniona u Dębickich jako służąca. Choć Dębiccy od początku zdawali sobie sprawę, że jest Żydówką, powitali ją serdecznie. Ta jednak z czasem sama wyjawiła, że naprawdę nazywa się Blima Fryd. Sylwina i Kazimierz dbali o podopieczną i wypłacali jej stałą pensję aż do wyzwolenia tych terenów we wrześniu 1944 roku.
1 sierpnia 1995 r. Instytut Jad Waszem uhonorował Sylwinę Dębicką medalem „Sprawiedliwy wśród Narodów Świata”.